# Gunnar Wingård

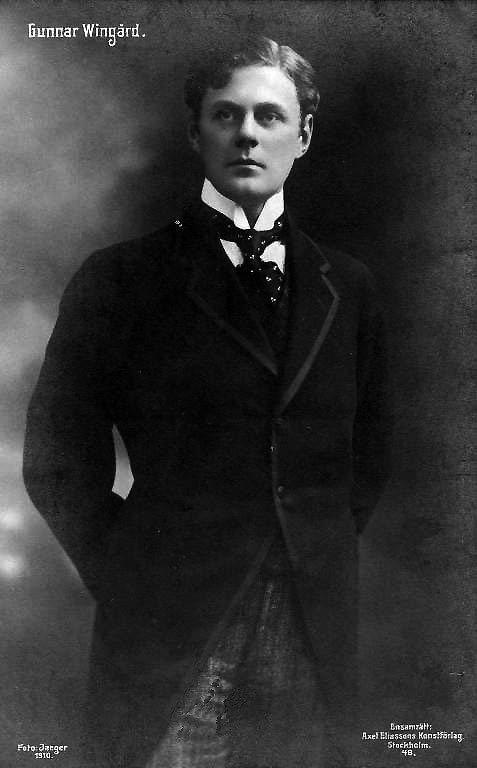
Gunnar Wingård auf einer Postkarte aus dem Jahr 1910

Anders Gunnar Wingård (* 30. September 1878 in Stockholm; † 7. Oktober 1912 ebenda) war ein schwedischer Schauspieler.

## Leben
Gunnar Wingård war der Sohn von Johan Alfred Wingård (1839–???) und Anna Aurora Ulrika Charlotta Bergenstråle (1849–1900). Er hatte zwei Geschwister namens Nils Åke (1875–1922) und Elsa Maria Ulrika (1876–1903). 1902 war Wingård am schwedischen Theater in Helsinki aktiv und trat 1906 am Vasateatern in Stockholm auf. Am 24. Mai 1908 heiratete er Harriet Bosse, mit der er einen Sohn hatte. Das Paar ließ sich bereits drei Jahre später scheiden. Im Jahr nach der Trennung beging Gunnar Wingård Suizid, weil er so einsam und verlassen war, wie er in seinem Abschiedsbrief schrieb. Die Bestattung fand am 10. Oktober 1912 statt.